# البشتی دو موسکل
البشتی دو موسکل (به لاتین: Albeștii de Muscel) یک منطقهٔ مسکونی در رومانی است که در شهرستان ارجش واقع شده‌است.

## خصوصیات
البشتی دو موسکل ۴٬۵۵۳ نفر جمعیت دارد.